# Sametingsbyggnaden (Karasjok)
Sametingsbyggnaden (norska: Sametingsbygningen) är en byggnad i tätorten Karasjok i Karasjoks kommun i Finnmark fylke i norra Norge som hyser norska sametingets plenumsal och administration. Den invigdes högtidligen av kung Harald V den 2 november 2000.

## Historia
År 1993 föreslog sametingets viceordförande Ragnhild Lydia Nystad att sametinget skulle ha en egen byggnad i Karasjok. Efter en arkitekttävling 1996 utsågs Stein Halvorsen och Christian Sundby till att rita anläggningen. Byggnationen startade i augusti 1998 og i juni 1999 lades den första stenen. Den 
5 300 kvadratmeter stora halvcirkelformade byggnaden i två våningar innehåller bibliotek, reception, kontor och möteslokaler. I slutet av halvcirkeln ligger sametingets plenumsal. Byggnaden är klädd i lärkträ som med tiden har antagit en grå ton.
År 2015 invigdes en 1 520 kvadratmeter stor tillbyggnad med kontor för politisk verksamhet och administration. Den döljs av landskapet och är förbunden med sametingsbyggnaden via en gångbro i glas.
Sametingets bibliotek, Sámedikki girjerádju, innehåller mer än 45 000 poster och har ett exemplar av allt som utges på samiska i Norge.

## Bilder

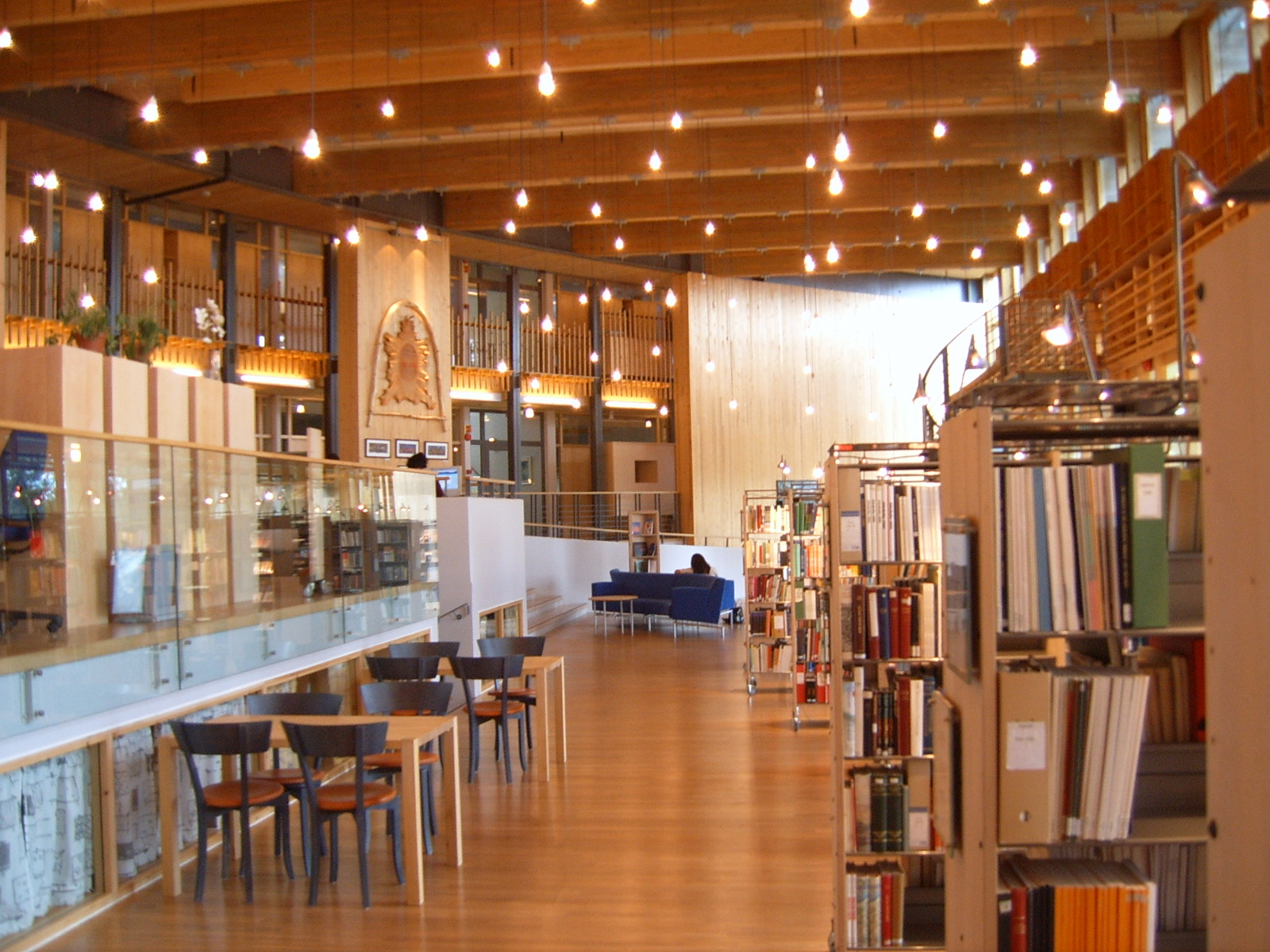
Biblioteket.
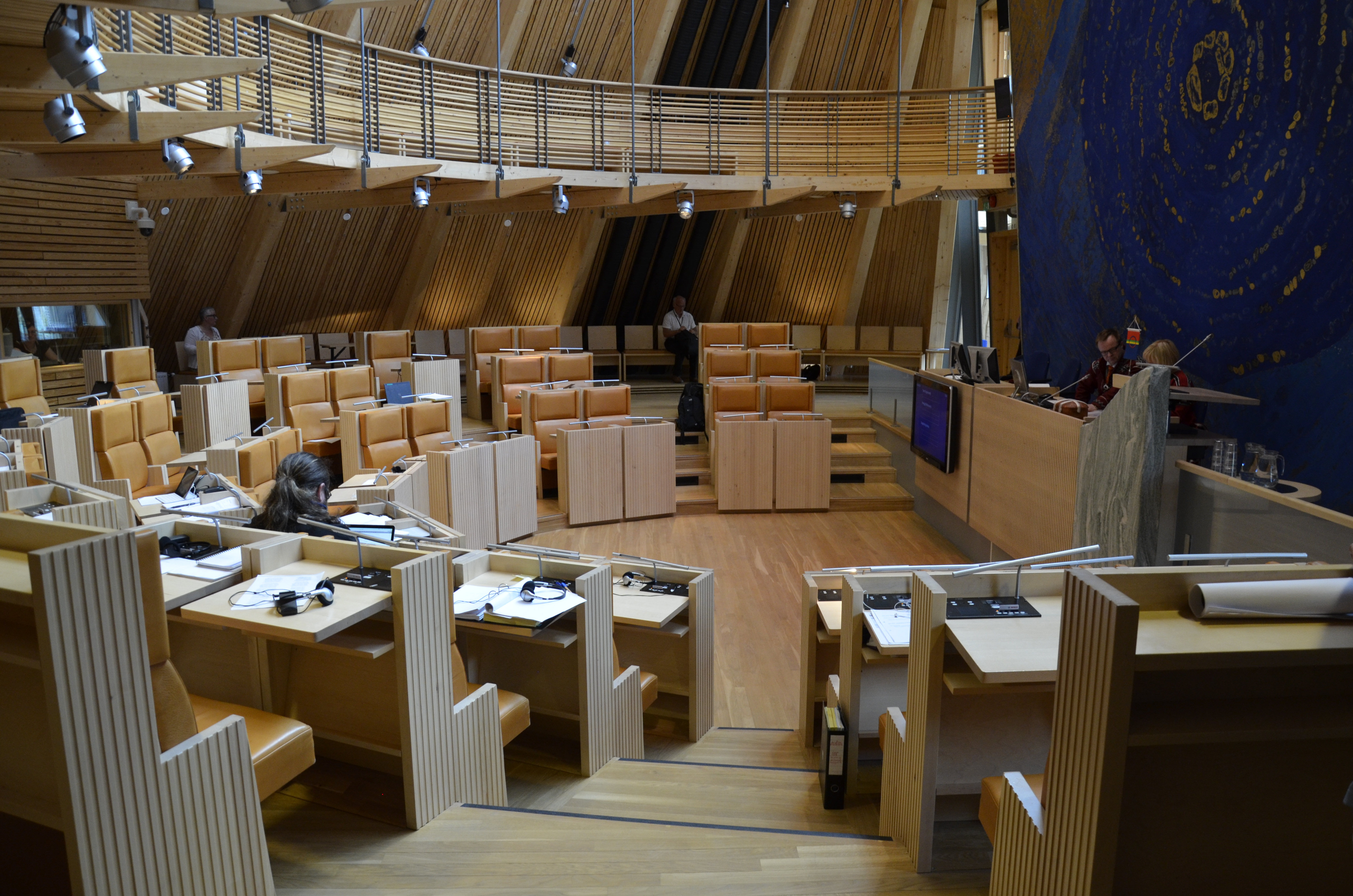
Plenumsalen.
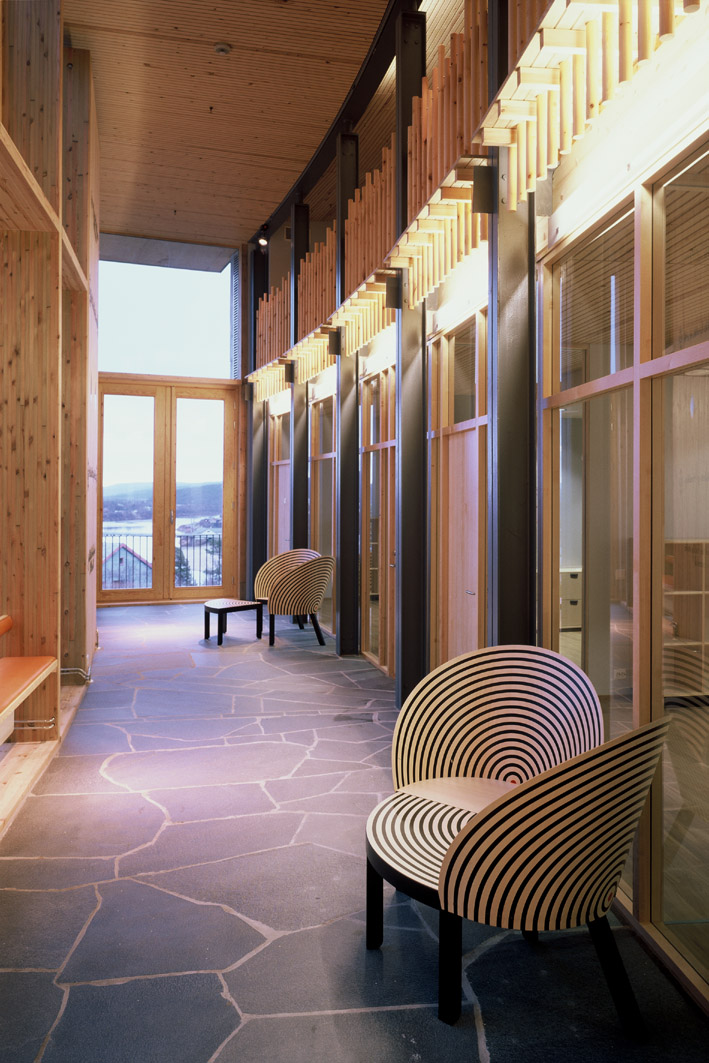
Korridor.